# Yakkabogʻ
Yakkabogʻ (uzb. cyr. Яккабоғ; ros. Яккабаг, Jakkabag) – miasto we wschodnim Uzbekistanie, w wilajecie kaszkadaryjski, siedziba administracyjna tumanu Yakkabogʻ. W 1989 roku liczyło ok. 17,4 tys. mieszkańców. Ośrodek przemysłu włókienniczego.
Miejscowość otrzymała prawa miejskie w 1978 roku.